# Route nationale 1 (Algérie)
Pour les articles homonymes, voir N1 et Route nationale 1.
La route nationale 1 (RN 1 ou N 1) en Algérie est un axe nord-sud long de 2 335 km entre Alger et la frontière algéro-nigérienne au niveau d'In Guezzam. Il s'agit de la plus longue des trois grandes nationales verticales qui traversent le pays avec la RN3 et RN6. Le premier tronçon entre Alger et Chiffa (Blida) de 47 km est une autoroute dont une partie traversée par l'autoroute Est-Ouest. En avril 2022, le ministre des Travaux publics annonce la réalisation de la transformation  en autoroute Nord-Sud reliant, en première étape, Alger et El Ménéa sur une distance de 850 km ; il présente à cette occasion les transformations à venir.

## Paysages
La RN1, appelée la transsaharienne débute au niveau d'un point du sahel algérois appelé la côte pour descendre jusqu'à la Mitidja qu'elle ceinture à l'ouest jusqu'à rejoindre les gorges de la Chiffa jusqu'à Médéa avant de traverser les reliefs du Titteri jusqu'à Ksar El Boukhari. Ensuite ce sera la plaine aride des hauts plateaux jusqu'à Laghouat avant la traversée du désert du Sahara en bordant le Grand Erg Occidental entre Ghardaia et El Ménéa, le plateau rocailleux du Tademaït jusqu'à In Salah avant de longer les formations rocheuses du Hoggar dans les environs de Tamanrasset et pour finir retrouver les dunes du Tassili de l'Ahaggar jusqu'à In Guezzam.

## Historique
La route nationale n°1 a été instituée par décret le 16 juillet 1864 comme reliant Alger à Laghouat sur 452 km.

## Parcours
- Rond-point de la Concorde sous la rocade sud à Bir Mourad Raïs (km 0)
- Sortie d'autoroute Chiffa (km 47)
- Rond-point entrée nord de Médéa (km 68)
- Rond-point entrée est de Médéa (km 72)
- Berrouaghia (km 88)
- Rond-point entrée nord de Ksar El Boukhari (km 136)
- Rond-point entrée sud de Ksar El Boukhari (km 145)
- Boughezoul (km 162)
- Ain Oussara (km 192)
- Hassi Bahbah (km 263)
- Rond-point entrée nord de Djelfa (km 286)
- Rond-point entrée sud de Djelfa (km 295)
- Rond-point entrée nord de Laghouat (km 393)
- Bretelle évitement sud de Laghouat (km 403)
- Berriane (km 546)
- Ghardaia (rond-point de Beni Isguen) (km 590)
- El Ménéa (km 854)
- In Salah (km 1 256)
- Tamanrasset (km 1 919)
- In Guezzam (km 2 307)[3],[4],[5].